# Abdelhakim Dekhar
Abdelhakim Dekhar (* 1965 in Algrange) ist ein französischer mutmaßlicher Attentäter.

## Affäre Rey-Maupin 1994
In der Pariser Hausbesetzer-Szene war er unter dem Pseudonym Toumi bekannt und gehörte einer anarchistischen Gruppe an. Dekhar selbst behauptete, für den algerischen Geheimdienst zu arbeiten. Er habe den Auftrag gehabt, linksradikale Kreise zu unterwandern, um dort Islamisten zu enttarnen.
Im Jahr 1994 verhalf er dem linksautonomen Paar Florence Rey und Audry Maupin (→ Affäre Rey-Maupin) zu Waffen, die damit eine Bank ausrauben wollten. Der Überfall ging schief, die Täter bedrohten einen Taxifahrer und konnten zunächst entkommen. Um die Geiselnahme zu beenden, rammte der Taxifahrer einen Polizeiwagen. Die Pariser Polizei eröffnete das Feuer, der Taxifahrer und drei Polizisten starben in der Schießerei. Schließlich gingen die beiden Täter der Polizei in die Falle. Audry Maupin wurde erschossen, Florence Rey ergab sich.
Dekhar war am Einbruch auf das bewachte Parkplatzgelände, aber nicht an der Schießerei beteiligt. Vom Vorwurf des bewaffneten Überfalls wurde er freigesprochen. Wegen Mitgliedschaft in einer kriminellen Bande wurde er jedoch zu vier Jahren Haft verurteilt.

## Attentat von Paris 2013
Am 18. November 2013 drang er ins Foyer der linksliberalen Zeitung Libération ein, schoss mit einem Gewehr einen Fotoassistenten nieder und verletzte diesen schwer.
Wenige Stunden später feuerte er im Büro- und Geschäftsviertel „La Défense“ auf das Gebäude der Bank Société Générale. Von einem gekidnappten Autofahrer ließ er sich dann ins Zentrum von Paris bringen, wo sich zunächst seine Spur verlor. Am 20. November wurde er abends in einem Parkhaus im Vorort Bois-Colombes (Département Hauts-de-Seine) festgenommen. Vor der Festnahme hatte Dekhar Medikamente eingenommen, womit ein Suizidversuch vermutet wurde.